# Bushmills
Bushmills (Muileann na Buaise in gaelico irlandese) è un villaggio dell'Irlanda del Nord, situato sulla costa settentrionale dell'Antrim, nel distretto di Moyle. È famosa in tutto il mondo per il rinomato whiskey irlandese che si produce nella sua antica distilleria e per la vicinanza di uno dei luoghi più turistici dell'isola d'Irlanda, il Selciato del Gigante. La madre dello scrittore John Steinbeck proveniva da qui.